# Procès de rupture
Un procès de rupture (ou défense de rupture) est un procès au cours duquel le prévenu ou l'accusé dénie au juge ou à la juridiction toute légitimité pour les juger. La défense de rupture s'oppose donc à la « défense de connivence, », où la défense consiste principalement à répondre non pas sur le terrain juridique mais sur le terrain politique.

## Historique
L'origine exacte de la défense de rupture est inconnue. Selon Denis Salas, elle aurait été inventée par le Parti communiste français après la fin de la Seconde Guerre mondiale. Elle a été popularisée par Jacques Vergès.

## Exemples
- L'avocat Jacques Vergès a adopté cette stratégie[3] dans plusieurs procès et l'a théorisé sous le nom de « défense de rupture[note 1],[5] ».

- Défense de Jean-Louis Costes[6] en 2003, contre une association antiraciste.

- Yvan Colonna[7].

- La défense de Slobodan Milošević lors de son procès au Tribunal pénal international de La Haye[8].

- Cette strategie a été utilisée par plusieurs membres de ETA dans les procès criminels conduits par le système pénal espagnol.

- Le plaidoyer traditionnel des nationalistes irlandais traduit devant les tribunaux civils et militaires britanniques était le suivant : je ne reconnais pas cette cour. Selon eux, le Royaume-Uni occupait illégalement leur île et n’avait donc aucun droit de juridiction. Depuis l'Accord du Vendredi saint, leur pensée a évolué[9].

## Critiques
Des critiques ont été faites à l'encontre d'une telle stratégie de défense. L'avocat Éric Dupond-Moretti ne nie pas l'efficacité de la défense de rupture mais celui-ci considère qu'elle ne peut s'appliquer que dans certains cas précis comme pour le procès de Klaus Barbie et non aux procès de droit commun. Selon lui, c'est pourquoi il ne l'utilise pas dans ses plaidoiries.